# Acanthochelys macrocephala
Acanthochelys macrocephala је гмизавац из реда Testudines. 

## Угроженост
Ова врста је на нижем степену опасности од изумирања, и сматра се скоро угроженим таксоном.

## Распрострањење
Ареал врсте је ограничен на мањи број држава. 
Присутна је у следећим државама: Бразил, Аргентина, Боливија и Парагвај.

## Станиште
Станиште врсте су слатководна подручја. 